# Les Schtroumpfs au château de Gargamel
Les Schtroumpfs au château de Gargamel (en anglais : Smurf: Rescue in Gargamel's Castle) est un jeu vidéo créé et développé par Coleco pour les consoles ColecoVision et Atari 2600. Il est basé sur l'univers de la bande dessinée des Schtroumpfs créée par Peyo. L'objectif consiste à diriger un schtroumpf à travers différents obstacles jusqu'au château de Gargamel dans le but de libérer la Schtroumpfette. Il est sorti en 1982 aux États-Unis, puis en 1983 en France.

## Système de jeu
Le jeu s'organise autour de paysages qui défilent de la droite vers la gauche. Des obstacles surgissent dans ce décor et le personnage, contrôlé par le joueur ou la joueuse, doit les éviter en sautant ou en s'accroupissant. Il peut s'agir de clôtures, de stalagmites ou de chauve-souris. Dans certains tableaux, le joueur doit réaliser des sauts de précision afin de grimper sur une paroi rocheuse.